# حشره‌خوار پیتمان
 حشره‌خوار پیتمان (نام علمی: Crocidura pitmani) نام یک گونه از سرده حشره‌خوارهای دندان‌سفید است.